# Kotredež
Kotredež – wieś w Słowenii, w gminie Zagorje ob Savi. W 2018 roku liczyła 168 mieszkańców.